# Been Down So Long
 (décembre 2021).
Si vous disposez d'ouvrages ou d'articles de référence ou si vous connaissez des sites web de qualité traitant du thème abordé ici, merci de compléter l'article en donnant les références utiles à sa vérifiabilité et en les liant à la section « Notes et références ».
Pistes de L.A. Woman
Love Her Madly
(2) Cars Hiss by My Window
(4)
Been Down So Long est une chanson des Doors figurant sur leur dernier album L.A. Woman, le plus blues de tous. Jim Morrison, se sentant au plus bas, écrit cette chanson que leur producteur qualifia de misérable et il partit, laissant les Doors produire eux-mêmes leur disque, disant que c'était la seule façon qu'ils avaient de survivre. Cette chanson apparaît aussi sur l'album Live in Boston, enregistré en avril 70. De plus, le solo de guitare de Robby Krieger, que Marc Benno lui a joué, vient à l'origine de "Going Down" de Freddie King que Krieger va remanier à sa sauce.
Le titre est inspiré du roman de Richard Farina, L'avenir n'est plus ce qu'il était.

## Personnel
- Jim Morrison : Chant
- Robby Krieger : Guitare solo
- Ray Manzarek : Guitare rythmique
- John Densmore : Batterie
- Jerry Scheff : Basse
- Marc Benno : Guitare rythmique